# Мальцево (Свердловская область)
Мальцево — село в Тугулымском городском округе Свердловской области России.

## Географическое положение
Мальцево расположено в 19 километрах к востоку от посёлка Тугулыма (по автодороге в 20 километрах), в долине реки Малый Кармак (левого притока реки Пышмы). Севернее села проходит автодорога Р351 (Сибирский тракт), которая отделяет Мальцево от соседней деревни Гилёвой. Всего в одном—полутора километрах от села проходит граница Свердловской области с Тюменской областью.

## Население
| 2002 | 2010 | 2021 |
| ---- | ---- | ---- |
| 212  | ↘175 | ↘147 |